# Pekelný kopec
Pekelný kopec (lidově též Pekelňák) je vrch, jehož vrchol dosahuje nadmořské výšky 572 m n. m., ležící 1,5 km jižně od vesnice Kracovice, 2 km východně od vesnice Mastník a 4 km severně od vesnice Kojetice; v okrese Třebíč. Nejbližším městem je Třebíč, od jejího jižního okraje v místní části Borovina je vzdálen 2,5 km jižním směrem.
Název kopce pochází ze staré pověsti podle níž na vrcholu žil čert, který se sem dostal poté, co unikl před svatým Ivanem z jeho jeskyně ve Svatém Janu pod Skalou ve středních Čechách. V jiné pověsti vystupuje svatý Prokop, který zkrotil ďábla a potom ho odhodil, ten dopadl na Pekelný kopec.
Na hlavním vrcholu se nachází rozhledna, přibližně 100 metrů severozápadně od rozhledny stojí na nižším vrcholu ve výšce 570 m n. m. kovové tee-pee Klubu českých turistů a turistická schránka s pamětním záznamovým blokem.
V roce 2025 byla obnovena naučná stezka vedoucí na Pekelný kopec.

## Vrcholy
Pekelný kopec má v mapách zaneseny dva vrcholy ve výškách 570 a 566 m n. m. Skutečnost je taková, že existuje vrchol třetí, který dosahuje právě výšky 572 m n. m. V tomto místě dnes stojí rozhledna a pozapomenutý zaměřovaný bod ze 30. let 20. století sloužící při zaměřování agrárního projektu scelování v okolí obcí Stařeč a Mastník.
Na vrcholu ležícím severněji a dosahujícím výšku 570 m n. m., který bývá v mapách označován jako Pekelňák stojí tee-pee a schránka KČT Třebíč. Stranou se nachází třetí nejnižší vrchol, se mapovou značkou kóty 566 m n. m.

## Rozhledna

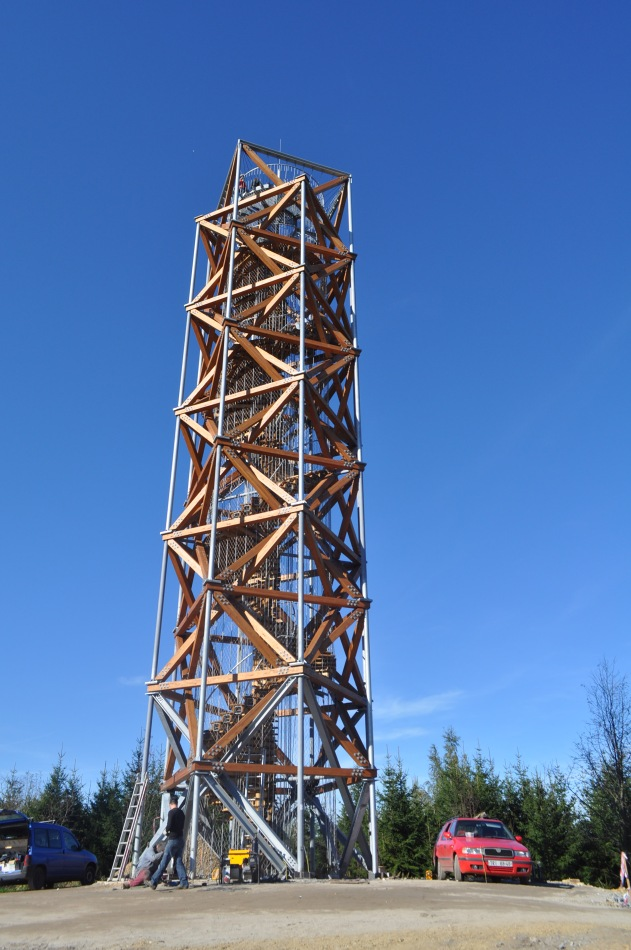
Rozhledna na Pekelném kopci

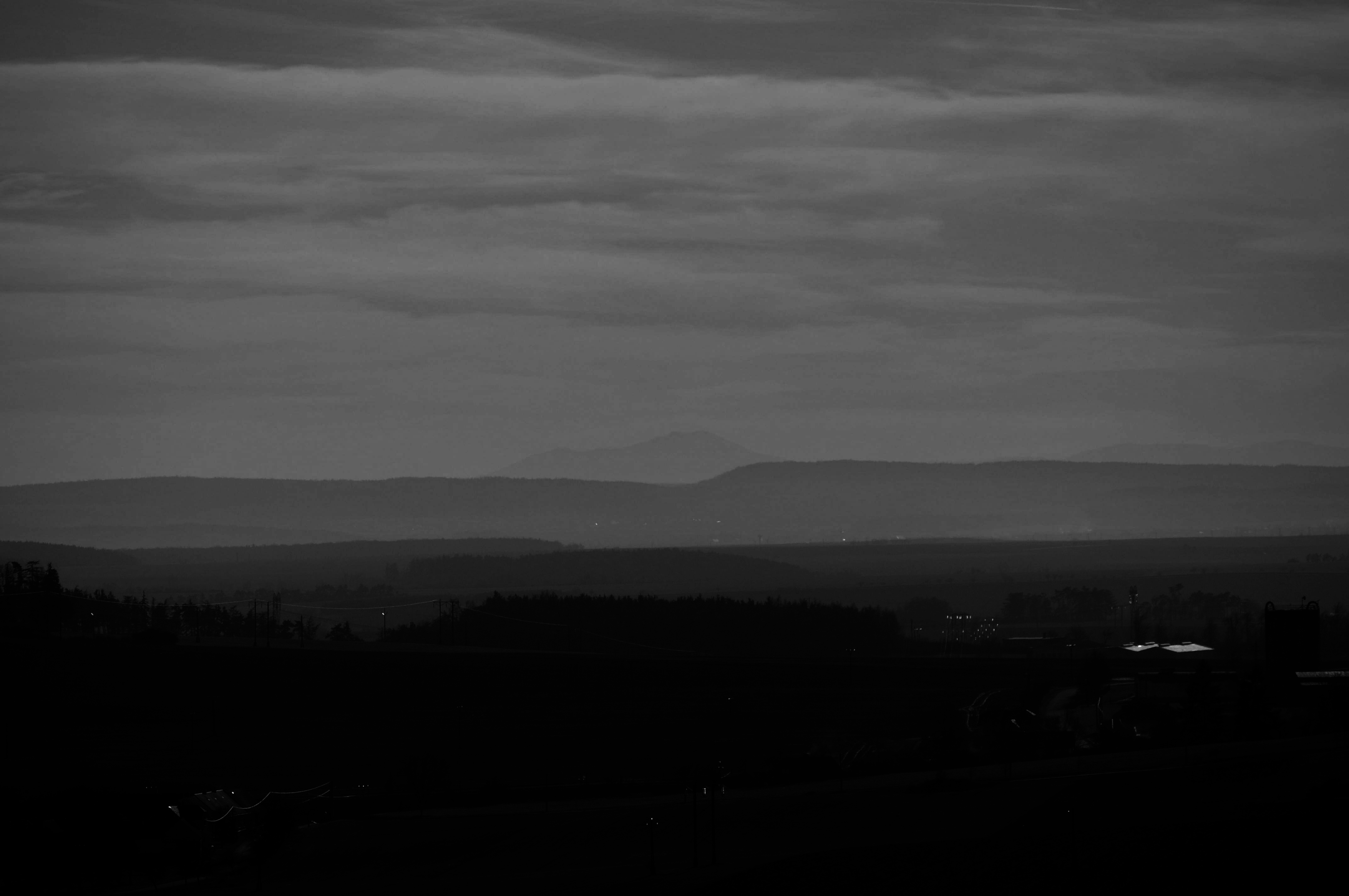
Schneeberg z Pekelného kopce nedaleko Třebíče, 13. 1. 2014

V létě 2014 byla na vrcholu postavena rozhledna. Konstrukce je dřevěná (modřínové dřevo) s kovovými prvky.

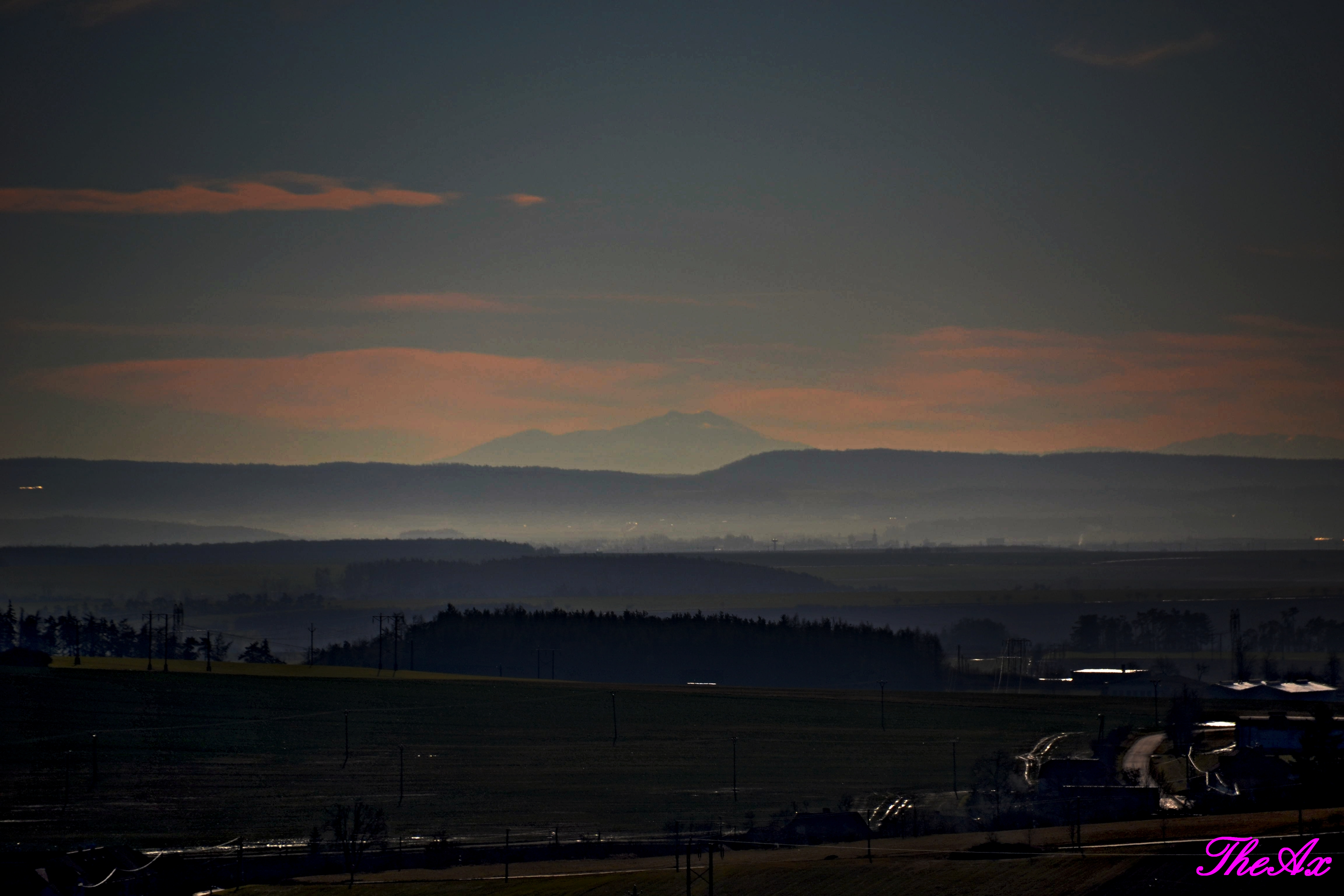
Schneeberg z Pekelného kopce nedaleko Třebíče 13/01/2015/13:27 Vzdálenost vzdušnou čarou asi 157 km.